# Трое на чердаке
«Трое на чердаке» (англ.: Three in the Attic) — американская молодёжная комедия 1968 года режиссёра Ричарда Уилсона.
18-й по популярности фильм в кинопрокате США в 1969 году, собрав кассу в 6 млн долларов фильм оказался для кинокомпании AIP самым кассовым фильмом за десятилетие, пытаясь повторить успех компания выпустила на ту же тему фильм «Из подвала» (1970), оказавшийся полным провалом.

## Сюжет
Когда три студентки обнаруживают, что Казанова из кампуса встречается с ними со всеми сразу, они решают наказать его: запирают его на чердаке и по очереди занимаются с ним сексом… чтобы истощить его сексуально.

## В ролях
- Кристофер Джонс — Пэкстон Куигли
- Иветт Мимо — Тоби Клинтон
- Джуди Паке — Эйлис
- Мэгги Третт -Джен
- Нэн Мартин — Дин
- Джон Бек — Джейк
- Ив МакВиг — миссис Клинтон
- Ричард Дерр — мистер Клинтон
- Хани Олден — Фло
- Том Ахерн — Уилфред
- Рива Роуз — Сельма

## Музыка
Британский дуэт Chad & Jeremy записал оригинальные песни и инструментальную бэк-музыку для фильма.

## Критика
Фильм получил отрицательные отзывы современных ему критиков. Роджер Эберт дал фильму две звезды, заявив, что фильм не смог соответствовать своей многообещающей концепции, одлнако, Эберт выделил персонаж Эйлис в исполнении актрисы Джуди Паке как одно из немногих ярких событий фильма. Журнал «Variety» дал фильму очень плохую рецензию, отметив, что даже сценарист Стивен Яфа открестился от картины, по мнению журнала фильму навредила дилетантская актёрская игра, «затруднённая неровной драматической концепцией и избыточная в своем слишком восхитительном сексуальном дразнении». Винсент Кэнби в рецензии в газете «The New York Times» удивляясь, что по-видимому фильм станет кассовым хитом, так его характеризовал:

Более похабный и менее смешной, чем любой другой фильм AIP, который я видел. Это фантастическая проекция дорогих сердцу современных мифов о романтике, сексе, юморе, этике, эстетике, искусстве и кино. В своей эклектичной манере это также безвкусица на почти ошеломляющем количестве уровней. Стиль: смешанная антология вырезок из прыжков, вырезок из воспоминаний в стиле Рене, крупных планов.
Оригинальный текст (англ.)More raunchy and less funny than any other AIP film I’ve seen. It’s a fantasizing projection of dearly held contemporary myths about romance, sex, humour, ethics, aesthetics, art and movies. In its eclectic way, it’s also in bad taste on an almost staggering number of levels. Style: a mixed up anthology of jump cuts, Resnais-like memory cuts, blown- up still photographs. Preliminary box office statistics indicate that its going to be a smash hit.
При этом Рената Адлер в газете «The New York Times» заметила, что хотя в фильме три девушки — белая, чернокожая и еврейка, но это не снимает вопрос расовой сегрегации в США:

Любопытно, однако, что, хотя на протяжении всего фильма много поцелуев, мистер Джонс почти никогда не целует негритянскую девушку Джуди Пейс. Межрасовые сцены в спальне сейчас часто встречаются в фильмах, но поцелуй, кажется, последнее, что появляется на экране.
Оригинальный текст (англ.)It is curious, though, that while there is a lot of kissing throughout the film, Mr. Jones hardly ever kisses the Negro girl, Judy Pace. Interracial bedroom scenes are frequent in movies now, but the kiss seems the last thing on screen to integrate.

## Рецепция
В 2019 году на фильм дважды ссылаются в фильме Квентина Тарантино «Однажды в Голливуде», сначала в рекламе в телеролике, а затем в афише кинотеатра в конце фильма.